# De'Anthony Melton
De'Anthony Melton (North Hollywood, California, 28 de mayo de 1998) es un baloncestista estadounidense que pertenece a la plantilla de los Brooklyn Nets de la NBA. Con 1,91 metros de estatura, juega en las posiciones de base o de escolta.

## Trayectoria deportiva

### Universidad
Jugó una temporada con los Trojans de la Universidad del Sur de California, en la que promedió 8,3 puntos, 4,7 rebotes, 3,5 asistencias, 1,9 robos de balón y 1,0 tapones por partido. En septiembre de 2017 se destapó un caso de corrupción en el mundo del baloncesto universitario, con marcas deportivas pagando a jugadores, en el que estuvo involucrado el asistente de los Trojans, Tony Bland, junto con otros nueve entrenadores. Tras el anuncio, Melton fue suspendido al estar involucrado en el escándalo. En febrero de 2018 anunció que abandonaba USC y que se presentaba al Draft de la NBA.

#### Estadísticas
| Año     | Equipo | PJ | PT | MPP  | %TC  | %3P  | %TL  | RPP | APP | ROB | TPP | PPP |
| ------- | ------ | -- | -- | ---- | ---- | ---- | ---- | --- | --- | --- | --- | --- |
| 2016–17 | USC    | 36 | 25 | 27.0 | .437 | .284 | .706 | 4.7 | 3.5 | 1.9 | 1.0 | 8.3 |

### Profesional
Fue elegido en la cuadragésimo sexta posición del Draft de la NBA de 2018 por Houston Rockets, con los que disputó la Liga de Verano de la NBA. Antes de empezar la temporada, el 31 de agosto de 2018 fue traspasado junto con Ryan Anderson a los Phoenix Suns a cambio de Brandon Knight y Marquese Chriss. Los Suns por su parte, le asignan al equipo filial de la G League, los Northern Arizona Suns.
Tras disputar 50 encuentros con el primer equipo en su primera temporada, el 3 de julio de 2019, es traspasado, junto a Josh Jackson a Memphis Grizzlies, a cambio de Kyle Korver y Jevon Carter.
Después de una buena temporada, renueva por cuatro años con los Grizzlies. Disputó finalmente tres temporadas en el equipo de Tennessee, en las que acabó promediando 9,3 puntos, 3,8 rebotes y 2,7 asistencias por partido.
Durante la noche del draft de 2022 es traspasado a Philadelphia 76ers a cambio de Danny Green.
Tras dos temporadas en Philadelphia, el 1 de julio de 2024, firma por una temporada y $12,8 millones con Golden State Warriors. A mediados de noviembre de 2024, cuando apenas había disputado seis encuentros con los Warriors, se confirma una lesión en el ligamento cruzado anterior de la rodilla que le haría perderse el resto de la 2024-25. En diciembre es traspasado a Brooklyn Nets junto Reece Beekman y tres futuras segundas rondas del draft desprotegidas, a cambio de Dennis Schröder y la segunda ronda del draft de 2025.

## Estadísticas de su carrera en la NBA

### Temporada regular
| Año     | Equipo       | PJ  | PT  | MPP  | %TC  | %3P  | %TL  | RPP | APP | ROB | TPP | PPP  |
| ------- | ------------ | --- | --- | ---- | ---- | ---- | ---- | --- | --- | --- | --- | ---- |
| 2018-19 | Phoenix      | 50  | 31  | 19.7 | .391 | .305 | .750 | 2.7 | 3.2 | 1.4 | .5  | 5.0  |
| 2019-20 | Memphis      | 60  | 8   | 19.5 | .401 | .286 | .769 | 3.7 | 2.9 | 1.3 | .3  | 7.6  |
| 2020-21 | Memphis      | 52  | 1   | 20.1 | .438 | .412 | .804 | 3.1 | 2.5 | 1.2 | .6  | 9.1  |
| 2021-22 | Memphis      | 73  | 15  | 22.7 | .404 | .374 | .750 | 4.5 | 2.7 | 1.4 | .5  | 10.8 |
| 2022-23 | Philadelphia | 77  | 58  | 27.9 | .425 | .390 | .793 | 4.1 | 2.6 | 1.6 | .5  | 10.1 |
| 2023-24 | Philadelphia | 38  | 33  | 26.9 | .386 | .360 | .835 | 3.7 | 3.0 | 1.6 | .4  | 11.1 |
| 2024-25 | Golden State | 6   | 2   | 20.2 | .407 | .371 | .625 | 3.3 | 2.8 | 1.2 | .3  | 10.3 |
| Total   | Total        | 356 | 148 | 22.9 | .410 | .369 | .779 | 3.7 | 2.8 | 1.4 | .5  | 9.1  |

### Playoffs
| Año   | Equipo       | PJ | PT | MPP  | %TC  | %3P  | %TL  | RPP | APP | ROB | TPP | PPP |
| ----- | ------------ | -- | -- | ---- | ---- | ---- | ---- | --- | --- | --- | --- | --- |
| 2021  | Memphis      | 5  | 0  | 16.6 | .355 | .300 | .600 | 3.2 | 1.0 | .2  | .8  | 6.2 |
| 2022  | Memphis      | 10 | 0  | 17.0 | .323 | .250 | .750 | 3.1 | 1.6 | 1.0 | .5  | 5.6 |
| 2023  | Philadelphia | 11 | 0  | 24.9 | .383 | .388 | .750 | 3.3 | 1.6 | 1.2 | .8  | 7.9 |
| 2024  | Philadelphia | 1  | 0  | 7.2  | .000 | .000 | —    | 1.0 | 1.0 | .0  | .0  | .0  |
| Total | Total        | 27 | 0  | 19.8 | .352 | .313 | .706 | 3.1 | 1.5 | .9  | .7  | 6.4 |